# Elaphoglossum mesoamericanum
Elaphoglossum mesoamericanum är en träjonväxtart som beskrevs av A. Rojas. Elaphoglossum mesoamericanum ingår i släktet Elaphoglossum och familjen Dryopteridaceae. Inga underarter finns listade.